# Ратови звезда: Епизода IV — Нова нада
Ратови звезда — епизода IV: Нова нада (енгл. Star Wars: Episode IV – A New Hope), оригинално назван Ратови звезда (енгл. Star Wars) је научнофантастични филм из 1977. године, сценаристе и редитеља Џорџа Лукаса. Први је филм из саге Ратова звезда, али је четврти по хронолошком реду. Главне улоге тумаче Марк Хамил, Харисон Форд, Кери Фишер, Питер Кушинг, Алек Гинис, Дејвид Прауз, Џејмс Ерл Џоунс, Ентони Данијелс, Кени Бејкер и Питер Мејхју.
Лукас је добио идеју о научнофантастичном филму по узору на стрипове Флеш Гордон у време изласка његовог првог филма THX 1138 (1971), а почео је да ради на овом остварењу након реализације филма Амерички графити (1973). Филм се фокусира на путовање Лука Скајвокера, који заједно са џедај учитељем Оби-Ван Кенобијем, кријумчаром Хан Солом и његовим ко-пилотом вукијем Чубаком, покушава да ослободи принцезу Леју из канџи тиранске Галактичке Империје. Истовремено, они морају да доставе планове за Звезду смрти, Империјалну свемирску станицу способну за уништавање планета, које преносе дроиди Р2-Д2 и Ц-3ПО, Побуњеничком савезу, али се суочавају са мрачним господаром Сита, Дарт Вејдером.
Након турбулентне продукције, филм је реализован 25. маја 1977. у ограниченом броју биоскопа у Сједињеним Државама, али убрзо је постао блокбастерски хит, што доводи до његове шире реализације. Постигао је успех код критичара, а нарочито су похваљени револуционарни визуелни ефекти. Зарадио је преко 775 милиона долара, надмашивши филм Ајкула (1975) као најуспешнији филм по заради свих времена, а ову титулу је држао док га није престигао филм Е. Т. ванземаљац (1982). Био је номинован за десет Оскара (укључујући онај за најбољи филм), а освојио је седам. Године 1989, нашао се међу првих 25 филмова које је америчка Конгресна библиотека одабрала за чување у Националном регистру филмова, као „културно, историјски и естетски значајан”. У то време, био је најскорији филм у регистру и једини изабрани филм из 1970-их. Године 2004, филмски саундтрек је додат у амерички Национални регистар снимака, а годину дана касније Амерички филмски институт га је сврстао на прво место листе најбоље филмске музике икада. Данас, филм се сматра једним од најбољих и најважнијих филмова у историји кинематографије.
Филм је више пута реиздаван уз Лукасову подршку − најзначајније је било биоскопско „Специјално издање” за 20. годишњицу филма − које укључује многе промене, укључујући модификоване рачунарски генерисане ефекте, измењен дијалог, преправке у многим сценама, ремиксован звук и две додате сцене. Филм је постао поп-културни феномен и покренуо је читаву лепезу повезаних производа, укључујући романе, стрипове, видео игре, атракције у забавним парковима, играчке, игре, одећу и многе друге. Успех филма довео је до два критички и комерцијално успешна наставка, Империја узвраћа ударац (1980) и Повратак џедаја (1983), а касније и до трилогије преднаставака, трилогије наставака, антологијских филмова и разних спин-оф телевизијских серија.

## Радња
Галаксија се налази усред грађанског рата. Шпијуни су за Побуњенички савез украли планове за најмоћније оружје Галактичке Империје, Звезду смрти, огромну свемирску станицу која може да уништи читаву планету. Вођа побуњеника принцеза Леја има планове за Звезду смрти, али њен брод су заробиле империјалне снаге под командом злог Дарт Вејдера. Пре него што су је ухватили, Леја је сакрила планове у меморији дроида, Р2-Д2, заједно са а холограмским снимком. Р2-Д2 је слетео на пешчану планету Татуин са дроидом Ц-3ПО.
Дроиде су потом ухватили трговци Џаве, који су их продали фармерима Овену и Бери Ларс и њиховом нећаку Луку Скајвокеру. Док је чистио Артуа, Лук је случајно видео део Лејине поруке, у којој она тражи помоћ Оби-Ван Кенобија. Следећег јутра, Лук сазнаје да је Арту отишао да тражи Оби-Вана, и у потрази за њим среће Бена Кенобија, старца који живи у брдима, који му говори да је заправо он Оби-Ван. Говори Луку да је био један од џедајских витезова, бивших чувара Галактичке Републике који су владали натприродном моћи званом Сила, које је уништила Империја. Супротно причи његовог стрица, Лук сазнаје да се његов отац борио заједно са Оби-Ваном као џедај. Оби-Ван говори Луку да је Вејдер био његов бивши ученик који је прешао на тамну страну Силе и убио Луковог оца. Оби-Ван тада даје Луку оружје његовог оца – светлосну сабљу.
Оби-Ван види Лејину поруку, у којој га она моли да однесе планове Звезде смрти на планету Олдеран, њеном оцу да их анализира. Оби-Ван позива Лука да крене са њим на Олдеран и овлада моћима Силе. Лук одбија, али се предомишља када открије да су Империјални стормтрупери тражећи Трипија и Артуа уништили његову кућу и убили његовог стрица и стрину. Оби-Ван и Лук унајмљују кријумчара Хан Солоа и његовог копилота, вукија Чубаку, да их одвезу на Олдеран на Хановом броду, Миленијумском соколу.
Пре него што је Соко стигне до Олдерана, заповедник Звезде смрти, Врховни моф Таркин, испитује Леју о локацији тајне базе побуњеника, уз претњу уништењем њене матичне планете. Када она одговори да је база на Дантуину, Таркин наређује да Олдеран буде уништен као демонстрација силе. Сокола тада хвата империјална војска на Звезди смрти привлачећи га вучним зраком у хангара. Док је Оби-Ван отишао да искључи вучни зрак, Лук открива да се Леја налази на станици, и креће са Ханом и Чубаком, да је ослободи. Након што су је спасили, група се враћа до Сокола. Оби-Ван гаси вучни зрак, али на путу назад до Сокола, среће Дарт Вејдера и отпочињу двобој светлосним сабљама. Када се уверио да остатак групе може да побегне, Оби-Ван дозвољава Вејдеру да га убије, говорећи да ће постати "моћнији него што може да замисли. Соко бежи са Звезде смрти носећи принцезу, Хана, Лука, Чубаку и дроиде, међутим они не знају да је за њега закачена справа за праћење. Империја их на тај начин прати до скривене, праве базе побуњеника на Јавину.
Побуњеници анализирају планове Звезде смрти и сазнају да је слаба тачка издув везан на главни реактор који може бити погођен једино лаким јуришним ловцима. Лук се придружује побуњеничкој ескадрили, док Хан узима новац за њихов превоз и намерава да оде, упркос Луковом захтеву да остане и помогне. У бици побуњеници губе велики део ескадриле, остављајући Лука и још неколико пилота. Вејдер води ескадрилу Империјалних бродова припремајући се да докрајчи Луковог ловца, али Хан се враћа и гађа империјалне ловце, притом избацивши Вејдеров брод далеко од битке. Лук чује глас Оби-Вановог духа и, користећи Силу, успешно гађа мету и уништава Звезду смрти свега неколико тренутака пре него што је она успела да уништи побуњеничку базу. На Јавину, Леја награђује Лука и Хана са медаљама за показано јунаштво.

## Улоге
| Глумац                              | Улога                |
| ----------------------------------- | -------------------- |
| Марк Хамил                          | Лук Скајвокер        |
| Кери Фишер                          | принцеза Леја Органа |
| Харисон Форд                        | Хан Соло             |
| Алек Гинис                          | Оби-Ван Кеноби       |
| Питер Кушинг                        | Гранд Моф Таркин     |
| Ентони Данијелс                     | Ц-3ПО                |
| Кени Бејкер                         | Р2-Д2                |
| Питер Мејхју                        | Чубака               |
| Дејвид Прауз Џејмс Ерл Џоунс (глас) | Дарт Вејдер          |